# Western Union
Western Union Company – amerykańskie przedsiębiorstwo, którego przedmiotem działalności są usługi finansowe. Siedziba przedsiębiorstwa znajduje się w Englewood, w stanie Kolorado. Do 2006 roku Western Union był najbardziej znanym amerykańskim przedsiębiorstwem zajmującym się dostarczaniem telegramów. Spółka podzielona jest na wiele oddziałów i oferuje takie usługi jak: przelewy, przekazy pieniężne, obsługę płatności biznesowych oraz usługi handlowe.
Western Union posiadając pozycję monopolistyczną pod koniec XIX wieku zdominowało sektor telegraficzny, jednocześnie określając wzór dla współczesnego amerykańskiego modelu biznesu telekomunikacyjnego.

## Historia
Początki przedsiębiorstwa sięgają roku 1851, kiedy Hiram Sibley i wspólnicy rozpoczęli w Rochester, w stanie Nowy Jork działalność biznesową pod nazwą The New York and Mississippi Valley Printing Telegraph Company. Ich założeniem było stworzenie doskonałego systemu telegraficznego, który zunifikowałby i usprawnił operacje. W międzyczasie Ezra Cornell odkupił jedną ze swoich zbankrutowanych spółek, jednocześnie zmieniając jej nazwę na The New York & Western Union Telegraph Company. Początkowo obie spółki prowadziły zaciętą rywalizację, jednakże w 1855 doszły do wniosku, że jedynym rozwiązaniem, które pozwoli na rozwój jest dokonanie konsolidacji. W wyniku fuzji powstał nowy podmiot prawny, który pod naciskiem E. Cornella otrzymał nazwę The Western Union Telegraph Company.